# Олексій Ануфрієв
Олексій Микитович Ануфрієв (латис. Aleksejs Ņikitas Anufrijevs; нар. 1911, Рига — пом. 1945, Латвійська РСР) — латвійський баскетболіст, чемпіон Європи 1935 року.

## Життєпис
На клубному рівні з 1929 по 1934 рік Олексій Ануфрієв виступав за ЛВКА, а з 1935 по 1939 рік грав за «Старт». З кожної з команд по одному разу ставав чемпіоном Латвії (1933 — ЛВКА, 1938 — «Старт»).
У складі збірної Латвії зіграв 15 матчів. На переможному для латвійців першому в історії чемпіонаті Європи 1935 року був одним з лідерів збірної, в 3-х матчах набрав 24 очки. У фіналі проти збірної Іспанії набрав лише два очки, але довів рахунок у стартовому відрізку матчу до 8:0 на користь Латвії; в результаті прибалти перемогли 24:18. На домашньому чемпіонаті Європи 1937 року набрав 11 очок в 4-х матчах. Входив до складу збірної Латвії на Олімпійських іграх 1936 року, але в жодному матчі участі не брав.
Під час нацистської окупації Латвії Олексій Ануфрієв ненадовго повернувся до команди "Стартс" протягом сезону 1942-1943 років.
Загалом Олексій Ануфрієв зіграв 15 матчів за збірну Латвії з баскетболу.

## На фронтах другої світової війни
Коли восени 1944 року радянські війська вдруге окупували Латвію, Олексій Ануфрієв був призваний до лав радянської Червоної Армії.  З листопада 1944 року, після звільнення Риги, служив у Червоній Армії. Загинув у квітні 1945 року в Курляндському котлі, згідно з офіційними документами — пропав безвісти.